# Къщата на езерното дъно
„Къщата на езерното дъно“ е вторият роман на Джош Малерман, с който се утвърждава като едно от най-популярните съвременни имена в световната литература, наред с „Кутия за птици“, сравняват често с „Пътят“ на Кормак Маккарти.

## Сюжет
Внимание:  Текстът по-долу разкрива сюжета на произведението (или части от него)!
Джеймс и Амелия са 17-годишни тийнейджъри, уговарящи се да излязат на първа среща. Момчето взима кануто на чичо си Боб и отиват на езерото, но продължават навътре през първото, второто и стигат до трето, непознато езеро. Пътят до третото езеро минава през тесен тунел, на който лодката/кануто им се остъргва боята. В третото езеро на дъното има къща, младежите са любопитни и се гмуркат веднага, но заради липса на екипировка, остават под водата само няколко минути. За да разгледат по-обстойно, се връщат и взимат водолазен костюм, с който да дишат на дъното на езерото. Странна първа среща, а в къщата сякаш живее някой – мебелите са непокътнати от тоновете вода, всичко изглежда подредено и използваемо. Светят си с фенерчета, под водата им се привиждат различни странни/страшни неща. Къщата е на два етажа, с дълги коридори и стаи. Младежите се разбират да не задават въпроси КАК и ЗАЩО, а просто да се насладят на приключението. Дори си построяват сал и прекарват по цели дни и нощи на езерото – вътре и вън. Решават да загубят дори девствеността си в къщата, правят го и спермата на Джеймс полита нагоре. В този момент чуват стъпки на горния етаж и се изплашват. Слизат и в мазето на къщата, където има басейн и сауна, също изглежда, че функционират. Водата в басейна е различна и по-топла от водата в езерото. След уплахата, минава цяла седмица, в която не се виждат и не отиват на третото езеро. Но нещото, което живее в къщата, ги последва до техните домове, стаята на Джеймс се наводнява. Амелия чува мокри стъпки по пътеката към магазина, в който работи с Марси. Връщат се в къщата, из нея се носят рокли в странна форма, сякаш някой невидим ги е облякъл. След като отново отиват в къщата, за да „се представят и да поздравят“ съществото, което живее там, цялата къща грейва в светлина. Амелия вижда безформена фигура, вероятно от восък, и ѝ се представя – но в този момент къщата и всичко изчезва, те остават по средата на езерото. Приключението приключва и младежите се намират отново в рутината на предишния си живот, но мислят постоянно за къщата, всичко им се струва мокро, със странна миризма на риби и езерна вода. Джеймс и се обажда и я кани на нова среща, вече на по-нормално място, но Амелия решава, че трябва да прекратят това. Разделят се, но след няколко крачки тя вижда къща, същата като тази на дъното на езерото. Обажда се на Джеймс да дойде да я види и той – той идва, събират се пред къщата, която вече е на нормална улица, огряна от светлини, едно красиво място, останало завинаги в сърцата на младите тийнейджъри.